# Gleditsia microphylla
Gleditsia microphylla är en ärtväxtart som beskrevs av Duane Isely. Gleditsia microphylla ingår i släktet Gleditsia och familjen ärtväxter. Inga underarter finns listade i Catalogue of Life.